# Магда, Игорь Иванович
Игорь Иванович Магда (укр. Ігор Іванович Магда; 13 ноября 1944, г. Загорск (ныне Сергиев Посад Московская область) — украинский физик, доктор физико-математических наук (1991), профессор (1995).

## Биография
Сын учёного-ветеринара профессора Ивана Ивановича Магды, заслуженного деятеля науки УССР.
В 1966 году окончил Харьковский университет. Работает в Национальном научном центре «Харьковский физико-технический институт» НАНУ, с 1985 года — начальник лаборатории релятивистской СВЧ-электроники.
С 1978 года — кандидат физико-математических наук. С 1986 года — старший научный сотрудник. Доктор физико-математических наук (1991).

## Научная деятельность
Специалист в области физики пучков заряженных частиц.
Основные направления научных исследований — 3кспериментальная и теоретическая физика плазмы и мощных ускорителей заряженных частиц.

## Избранные публикации
- Collective ion acceleration by a modulated high-current REB // Plasma Physics Reports. 1997. Vol. 23, Issue 4;
- Возбуждение хаотических режимов в автоколебательных системах внеполосными импульсными сигналами // Системи обробки інформації. 2003. Вип. 1;
- Reflector Impulse Antenna of High Electrodynamic Potential // IEEE Trans. on Plasma Sci. 2013. Vol. 41, Issue 9;
- Экспериментальное исследование релятивистского магнетрона миллиметрового диапазона // Радиофизика и электроника. 2014. Т. 5(19), № 1;
- Exciting High Frequency Oscillations in a Coaxial Transmission Line with a Magnetized Ferrite // J. Magnetics. 2015. Vol. 20, № 4 (все в соавт.)